# Rhynchospora breviuscula
Rhynchospora breviuscula là loài thực vật có hoa trong họ Cói. Loài này được H.Pfeiff. miêu tả khoa học đầu tiên năm 1935.